# Porsuk
Porsuk (Kocasu-Porsuk, nazwa starożytna: Tembris albo Tembrogius, tur. Porsuk Çayı, Kocasu-Porsuk Çayı) – rzeka w Turcji o długości 435 kilometrów i powierzchni dorzecza 11 325 kilometrów kwadratowych. Swój początek bierze u podnóża gór Murat, a uchodzi do rzeki Sakarya. Największymi miastami leżącymi nad jej brzegami są Eskişehir i Kütahya. Na rzece znajdują się dwie tamy, spiętrzające jej wody.